# Carabus arcadicus
Carabus arcadicus ist ein Käfer aus der Familie der Laufkäfer. Die Gattung Carabus ist in Europa mit 36 Untergattungen vertreten. Carabus arcadicus wird zur Untergattung Chaetocarabus gerechnet. Diese wird in Mitteleuropa durch den Dunkelblauen Laufkäfer (Carabus intricatus) vertreten.
Der Käfer kommt nur in Griechenland und möglicherweise in Albanien vor. In seiner Erstbeschreibung wird er als einer der schönsten Carabiden bezeichnet.

## Bemerkung zum Namen und Synonymen
Der auffallende Käfer wurde bereits 1850 durch Gistel unter dem noch heute gültigen Namen beschrieben, außerdem 1853 unter dem Namen Carabus adonis von Hampe. 1955 beschrieb Mandl besonders kleine Exemplare als alpine Form (Morphe) unter dem Namen Carabus (Chaetocarabus) intricatus arcadicus m. parnassica.
Carabus arcadicus merlini wird in einigen Datenbanken als Unterart von Carabus arcadicus geführt, in anderen als eigene Art Carabus merlini Schaum 1861. Aus einem offenen Brief von Schaufuß geht hervor, dass Schaufuß den Käfer als neue Art in einer französischen Fachzeitschrift beschreiben wollte. Die Zeitschrift lehnte jedoch die Veröffentlichung ab, weil Schaum den Käfer als geographische Rasse eingestuft hatte. Schaufuss bezieht sich dabei auf die Kurzen Mitteilungen, in denen Schaum 1861 die Ansicht vertritt, trotz der augenfälligen Unterschiede handle es sich bei merlini nur um eine geographische Rasse. In einer Fußnote liefert Schramm eine Diagnose von merlini in lateinischer Sprache. 1903 wurden Funde von Übergangsformen zwischen arcadicus und merlini bekannt gemacht. In den Abbildungen 3 bis 6 sind zwei entsprechende Ansichten von Carabus arcadicus arcadicus und Carabus arcadicus merlini gegeneinander gestellt. Im Internet findet sich ein Bild mit dem Aedeagus beider Unterarten.
Der Artnamen arcadicus und parnassicus nehmen auf Fundorte des Käfers (Arkadien und Parnass) Bezug. Der Artname adonis spielt auf die Schönheit des Käfers an. Der Name merlini wurde von Krüper (Krueper) vorgeschlagen. Krüper hatte den Käfer in Griechenland gefunden und Schaufuss zur Beschreibung übergeben.
Der Name Carabus taucht bei Linné bereits vor dessen Einführung der Binominalen Nomenklatur auf und wird von ihm anfangs noch für alle Laufkäfer außer den Sandlaufkäfern benutzt. Der Name der Untergattung Chaetocarabus (von Carabus und altgr. χαίτη „chāīte“ für „Borste“) geht auf Thomson 1875 zurück. Thomson grenzt mit der Untergattung die Carabus-Arten mit nicht verdickt angeschwollenem Hinterkopf, deren vorletztes Tasterglied beborstet ist, ab gegen die, bei denen das vorletzte Glied nicht beborstet ist.

## Eigenschaften des Käfers
| |                              |
| Abb. 1: Vorderansicht | Abb. 2: Lebensraum           |
| |                              |
| Abb. 3: C. arcadicus arcadicus | Abb. 4: C. arcadicus merlini |
| |                              |
| Abb. 5: C. arcadicus arcadicus | Abb. 6: C. arcadicus merlini |
| |                              |
| Abb. 7: Ausschnitt aus der Flügeldecke, gelbe Pfeilspitzen auf ei- nige Punkte des inneren Streifens mit eingestochenen Punkten, weiße Pfeilspitzen auf außen gereihte eingestochene Punkte |                              |

Der etwa dreißig Millimeter lange und zwölf Millimeter breite Käfer ist nur wenig gewölbt. Die Männchen sind etwas schlanker als die Weibchen. Bei der Nominatform sind die Unterseite, Mundwerkzeuge, Fühler und Beine glänzend schwarz. Die Oberseite ist farbig, Kopf und Halsschild rot und grün golden glänzend, die Flügeldecken blauschwarz mit rotgoldenem Rand. Die Unterart merlini ist durchgehend schwarz.
Der Kopf ist langgestreckt und überwiegend glatt. Die Oberkiefer sind lang und sichelförmig.
Das Endglied der dreigliedrigen Kiefer- und Lippentaster ist beim Männchen stark beilförmig erweitert, beim Weibchen weniger. In beiden Geschlechtern trägt das mittlere Glied des Kiefertasters nur nahe dem Endglied wenige sehr kurze Borsten. Das mittlere Glied des Lippentasters ist sehr zerstreut mit mehr als vier Borsten ausgestattet (Supermakros im Internet).
Die ersten vier Glieder der langen, elfgliedrigen Fühler sind schwarz, die folgenden erscheinen durch die Behaarung bräunlich.
Der herzförmige Halsschild ist nicht breiter als lang. Er besitzt eine gerade Basis und ist an den Hinterecken nach hinten spitz ausgezogen und etwas aufgebogen. Der Halsschild ist hoch gerandet und längs von einer tiefen Mittellinie durchzogen. Diese verzweigt sich im letzten Fünftel, die Äste verlaufen leicht nach hinten ausgebaucht auf den Außenrand zu. Der Halsschild ist senkrecht zur Mittellinie gewellt, am Rand gerunzelt. Zur Mitte hin geht die Farbe von kupfrig gegen schwarz, zum Rand hin wird der Halsschild grünlich, bei merlini ist er ganz schwarz.
Das Schildchen ist matt schwarz und über vier Mal so breit wie lang.
Die Flügeldecken sind mäßig gewölbt. Sie sind fein längsgestreift, bei merlini ist die Streifung grober und unregelmäßiger. Drei der Streifen sind durch eingestochene Punkte unterbrochen (in Abb. 7 sind einige dieser Punkte mit gelben bzw. weißen Pfeilspitzen für den inneren bzw. äußeren dieser Streifen gekennzeichnet). Vor dem Seitenrand verläuft bei der Nominatform ein breiter, innen grünlicher, außen golden gefärbter Randstreifen. Der Seitenrand ist erhaben und schwarz.
Die Beine sind lang und schlank, alle Tarsen fünfgliedrig. Bei den Männchen sind die Tarsen der Vorderbeine verbreitert und tragen auf der Unterseite bürstenförmige Kissen aus Hafthaaren. Bei Carabus arcadicus-Männchen sind die ersten drei Tarsenglieder vollständig bebürstet, das vierte Tarsenglied nur teilweise (in den Supermakros sind die Geschlechtsunterschiede bei den Vordertarsen gut erkennbar).

## Larve
Bezüglich des Baus der Larven lässt sich die Gattung Carabus in drei Gruppen von Untergattungen einteilen. Carabus arcadicus gehört in die Gruppe Neocarabus. Bei diesen sitzen nicht nur auf dem dritten und vierten Antennenglied der Larven Borsten, sondern auch auf dem ersten und zweiten Antennenglied. Am Vorderrand des Kopfskeletts sitzen keine Borsten. Die Tergite tragen seitlich feine Härchen.

## Biologie
Die Art kommt hauptsächlich im montanen Bergwald vor, ausnahmsweise auch in der subalpinen und alpinen Höhenzone bis 2200 Meter Höhe. Abb. 2 zeigt als Lebensraum einen Tannenwald mit viel durchfeuchtetem, liegendem Totholz. Die Tiere pflanzen sich im Frühjahr fort, im Herbst findet man frisch geschlüpfte Exemplare. Die Überwinterung erfolgt als Käfer häufig gesellig, gelegentlich im Boden, in der Regel unter der Rinde, meist von Kiefern. Auch überwinternde Larven konnten beobachtet werden. Bei einem Vergleich der Carabenfauna auf verbrannten und nichtverbrannten Flächen in einer Höhe zwischen 1400 und 1650 m wurde Carabus merlini als weit verbreitet eingestuft. Der Käfer wurde sowohl in subalpinen Lagen gefunden als auch in der Mehrzahl der anderen Untersuchungsflächen, er fehlte nur in einigen der durch Brand geschädigten Areale.

## Verbreitung
Carabus arcadicus arcadius kommt nur in Griechenland und möglicherweise in Albanien vor, nach andrer Quelle nur in Griechenland zwischen 600 und 1800 m Höhe, vom Pindos im Nordwesten bis zum Olymp im Osten, außerdem südlich am Parnass und im Helikon. Carabus arcadicus merlini findet man nur in Griechenland und nur auf der Peloponnes bis in 2000 m Höhe.